# 北九州市立八幡病院
北九州市立八幡病院（きたきゅうしゅうしりつやはたびょういん）は、福岡県北九州市八幡東区にある医療機関。北九州市が運営する病院である。福岡県災害拠点病院に指定されている。

## 沿革
- 1930年（昭和5年） - 福岡県八幡市前田京町（現西本町）に市立診療所として開設。
- 1963年（昭和38年） - 市町村合併により八幡市が北九州市の一部となり、現在の名称となる。
- 1978年 (昭和53年) -  北九州市八幡東区西本町4-18-1に移転。
- 2018年 (平成30年) - 北九州市八幡東区尾倉2-6-2（旧尾倉小学校跡地）へ移転。

## 診療科目
- 内科、精神科、循環器科、小児科
- 外科、整形外科、形成外科、脳神経外科、呼吸器外科、皮膚科、泌尿器科、婦人科、眼科、耳鼻咽喉科、歯科
- 放射線科、麻酔科

## 救急診療
救急医療においては、北九州市の計画により、西部ブロックに於ける「第3次救急指定病院」として位置づけられており、産業医科大学病院、JCHO九州病院など「2次指定」されたエリア内のその他の病院と連携を密にしている。東部地区は、医療法人北九州病院が運営する北九州総合病院（小倉南区）が指定されている。
- 救命救急センター（1978年（昭和53年）10月設置）
- 第二夜間休日急患センター（1995年（平成7年）7月設置）
- 小児救急センター（2003年（平成15年）10月設置）